# خال (داستان)
خال داستان کوتاهی از میخائیل شولوخوف، نویسنده مشهور اتحاد جماهیر شوروی است.

## درباره داستان
این داستان در دهه چهل شمسی در کتاب هفته ترجمه و چاپ شد. وقایع این داستان هم به مانند باقی آثار شولوخوف در بین قزاقان حاشینه رود دُن اتفاق می‌افتد. گرچه این داستان در زمره ادبیات معاصر به شمار می‌رود اما شباهت بسیار زیادی به دو داستان اساطیری کهن ایران و یونان یعنی داستان "رستم و سهراب" و "اسطوره فرزند کشی پاریس" دارد. در هر سه این داستان‌ها پسر، ناخواسته به دست پدر کشته می‌شود. تنها تفاوت در این‌جا اینست که در داستان خال، آتامان پس از کشتن پسر به جای جستجوی نوشدارو خودش را هم می‌کشد. این واقعه به نوعی وجه تمایز بین یک داستان مدرن و یک داستان اساطیری است.

## روایت داستان
نیکولکا کاشه‌وی فرمانده اسواران قزاق است. او قزاق جوانی است که علاوه بر شجاعت و دلیری، خال بزرگی به اندازه یک تخم کفتر روی قوزک پای چپ را از پدر به ارث برده است. پدر نیکولکا در جبهه جنگ با آلمانی‌ها ناپدید شده‌بود و دیگر هرگز باز نگشته بود.
روزی قاصدی به خانه نیکولکا می‌آید و به او اطلاع می‌دهد که به عنوان فرمانده اسواران قزاق باید به مقابله با باند خلافکاری که دهکده‌های اطراف را تصرف کرده است بشتابد. خبر به وسیله پاکت نامه‌ای حاوی سه قید فوریت به دست نیکولکا رسید.
در سویی دیگر آتامان که سردسته باند خلافکار است افراد خود را در خانه پیرمردی به نام لوکیچ مستقر کرده و آنها در آنجا به باده گساری و مصرف غلات انبار شده لوکیچ مشغول شده‌اند. لوکیچ که از دست آزار و اذیت آتامان و افرادش به تنگ آمده شبانه می‌گریزد و خود را به ده مجاور می‌رساند. در آنجا افراد نیکولکا او را دستگیر می‌کنند و لوکیچ محل اختفای آتامان و باند خلافکارش را برای آنها افشا می‌کند. نیکولکا که 3 شب بی‌خوابی کشیده است شبانه دستور حمله می‌دهد.
درگیری شلیگ رگبار مسلسل و گلوله از جانب طرفین آغاز می‌شود. صدای تفنگ‌ها در میان درختان جنگل می‌پیچد. نیکولکا که سردسته را از دیگران تشخیص داده سوار بر اسب به تاخت به سمت او پیش می‌رود. آتامان خود را آماده مقابله با قزاق جوان می‌کند و در لحظه تقابل موفق می‌شود نیکولکا را از پای درآورد. سپس به رسم قزاق‌ها از اسب پیاده می‌شود تا پوتین‌های فرد کشته شده را از پا درآورد. پوتین به سختی از پای چپ نیکولکا خارج می‌شود و سپس خال بزرگ زیر قوزک پای چپش نمایان می‌شود. آتامان ناگهان درمی‌یابد که فرزند خود را کشته است. آتامان پسر کشته شده‌اش را در آغوش می‌گیرد و می‌گرید. سرانجام نوک تپانچه را در دهان می‌گذارد، چشم‌ها را می‌بندد و شلیک می‌کند.